# Bolu (provins)

Karta över Turkiet med Bolu markerat.

Bolu är en provins i den nordvästra delen av Turkiet. Den har totalt 270 654 invånare (2000) och en areal på 10 716 km². Provinshuvudstad är Bolu. 

## Distrikt
Boluprovinsen är indelad i nio distrikt (huvudortsdistriktet markerat i fet stil):
- Bolu
- Dörtdivan
- Gerede
- Göynük
- Kıbrıscık
- Mengen
- Mudurnu
- Seben
- Yeniçağa